# Xanthochorema christinae
Xanthochorema christinae là một loài Trichoptera thuộc họ Hydrobiosidae. Chúng phân bố ở miền Australasia.